# M24 Chaffee
M24 Chaffee – amerykański czołg lekki z okresu II wojny światowej i wojny koreańskiej.

## Historia
Prace nad pojazdem mającym zastąpić czołgi M3/M5 Stuart rozpoczęły się w kwietniu 1943, kiedy na zamówienie rządu amerykańskiego firma Cadillac opracowała model nowego czołgu lekkiego uzbrojonego w armatę 75 mm. Dwa pierwsze prototypy nazwane T24, dostarczono już w październiku 1943. Jeszcze przed zakończeniem prób zamówiono 1000 egzemplarzy tego czołgu, w późniejszym czasie zamówienie zwiększono do 5000 sztuk. Pojazd otrzymał nazwę M24 Chaffee na cześć zmarłego w 1941 roku dowódcy amerykańskich wojsk pancernych, Adny Chaffee'ego Jr.
Pancerz czołgu był spawany, silniki zostały zamontowane na specjalnych, wysuwanych prowadnicach co ułatwiało ich serwis i wymianę – oba silniki były identyczne. Uzbrojenie czołgu stanowiła armata 75 mm, która została wcześniej zaprojektowana dla bombowca średniego B-25 Mitchell.
Był to pierwszy czołg aliantów zachodnich używający jako zawieszenia drążków skrętnych. Zastąpiły one wózki z podwójnymi kołami, stosowanymi w dotychczasowych czołgach lekkich i średnich. Nieoczekiwanym efektem nowego zawieszenia były jednak przypadki otwierania ognia do własnych czołgów przez żołnierzy alianckich w trakcie ofensywy w Ardenach. Jak się okazało, żołnierze brali Chaffee za posiadające podobne podwozia niemieckie czołgi lekkie Panzer II, a nawet za Pantery.

## Służba
Nowe czołgi zaczęły trafiać do jednostek bojowych w połowie 1944 roku. Zastąpiły wcześniej używane czołgi lekkie M5. Brały udział w bojach we Francji, na froncie włoskim i ostatnich walkach na terenie Niemiec.
Po zakończeniu II wojny światowej czołgi M24 pozostały w uzbrojeniu armii amerykańskiej. Na szeroką skalę wzięły udział w wojnie koreańskiej.
Były też eksportowane do innych krajów. Francuskie M24 walczyły w Indochinach i Algierii. W wojnie wietnamskiej używała ich armia Wietnamu Południowego. Obecnie są użytkowane tylko przez Urugwaj.

## Pojazdy pochodne

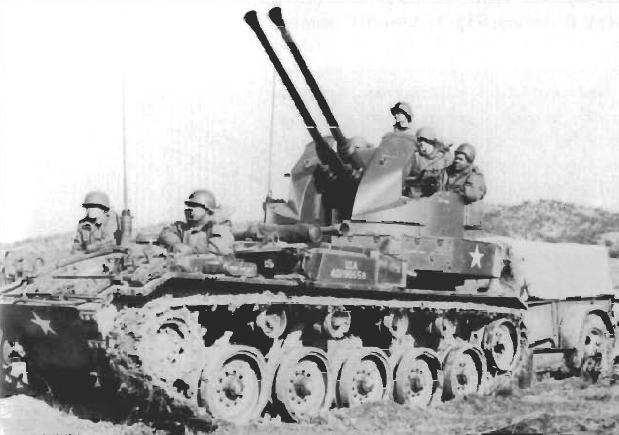
M19 40mm Gun Motor Carriage

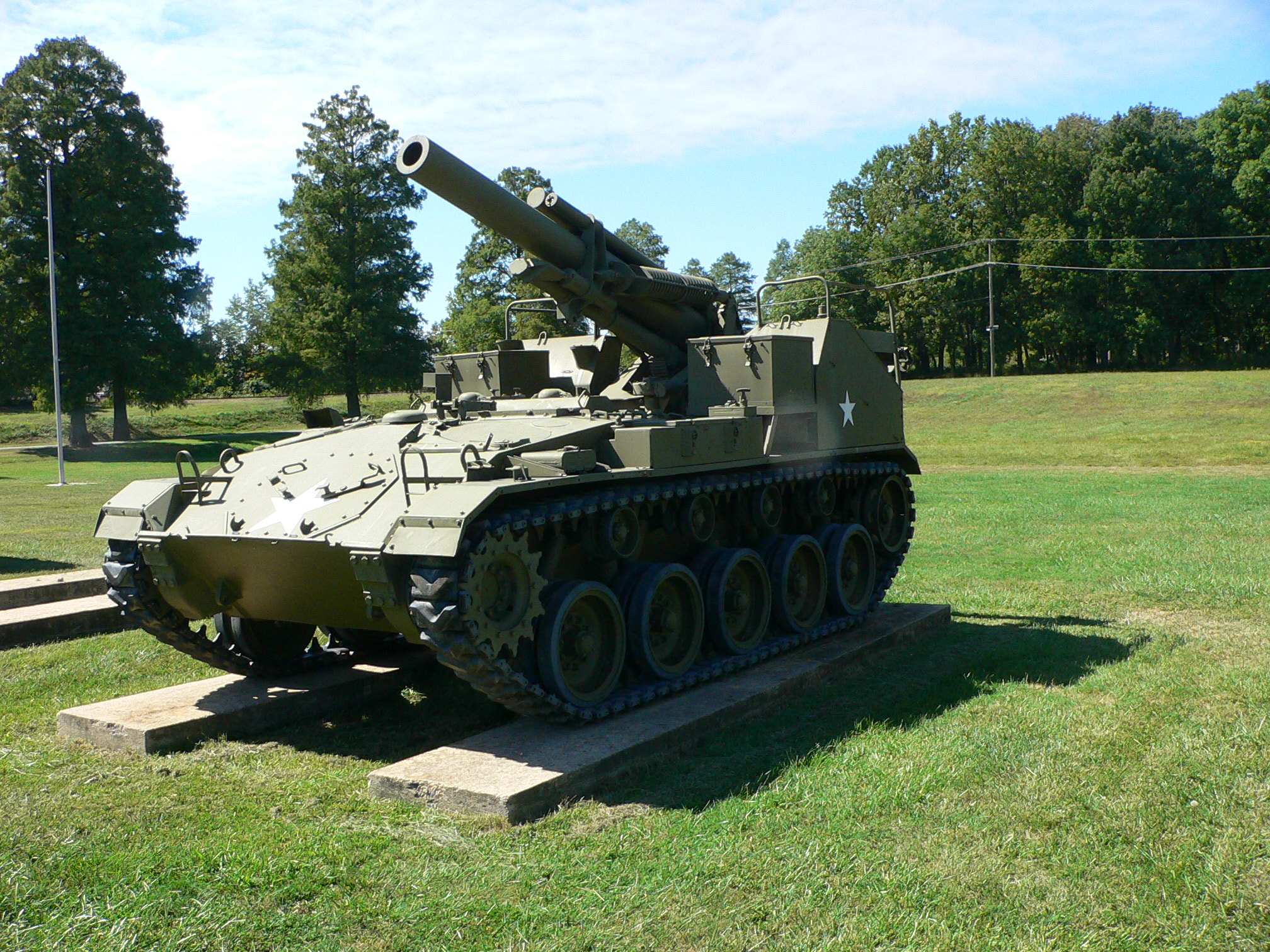
M41 Howitzer Motor Carriage Gorilla

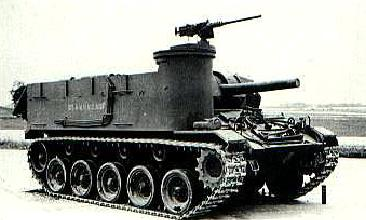
M37 Howitzer Motor Carriage

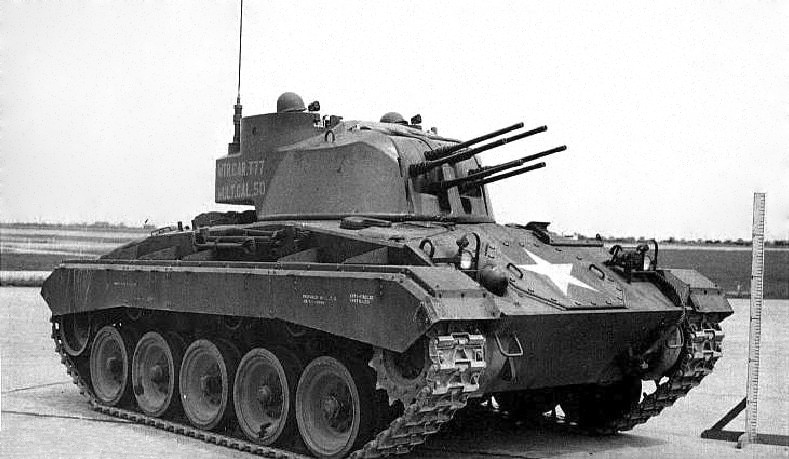
T77 Multiple Gun Motor Carriage

- M19 Gun Motor Carriage: Samobieżne działo przeciwlotnicze z podwójną armatą 40 mm zamontowaną z tyłu kadłuba, silniki zostały przeniesione bliżej środka. Zamówiono 904 egzemplarze ale dostarczono tylko 285.
- M41 Howitzer Motor Carriage "Gorilla": Działo samobieżne z haubicą 155 mm. Zamówiono 250 sztuk, ale do końca wojny dostarczono tylko 60, najprawdopodobniej nie wzięły udziału w wojnie. Załogę stanowiło 12 żołnierzy, 6 z nich poruszało się w M41, sześciu w transporterze amunicyjnym.
- M37 Howitzer Motor Carriage: Samobieżna haubica, miała zastąpić M7 Priest, zamówiono 448, do końca wojny dostarczono tylko 316 egzemplarzy. Załoga składała się z 7 żołnierzy.
- T77 Multiple Gun Motor Carriage: Samobieżne działo przeciwlotnicze z sześcioma karabinami maszynowymi 12,7 mm zamontowanych w nowej wieży.

## Użytkownicy
Byli
- Urugwaj – 17

- Arabia Saudyjska – 52
- Austria – 46 użytkowanych w latach 1956–1966.
- Belgia – 224
- Chile
- Dania – 63
- Etiopia – 34
- Filipiny – 7
- Francja – 1254
- Grecja – 170
- Hiszpania - 31
- Iran – 180
- Irak – 78[1]
- Japonia – użytkowane były w latach 1952–1974
- Kambodża – 36
- Kanada – 32
- Korea Południowa
- Laos – 4
- Norwegia – 123 weszło do służby w latach 50. Ostatni M24 z armii norweskiej został wycofany w 1993 roku.
- Pakistan – 132[2]
- Portugalia – 16
- Tajlandia – 118
- Tajwan
- Turcja — 238
- Stany Zjednoczone[3]
- Wielka Brytania – 302
- Wietnam Południowy – 137
- Włochy – 518
- ZSRR – 2 pojazdy przekazano w ramach programu Lend-Lease.